# Peveril Castle
Peveril Castle är ett slott i Storbritannien.   Det ligger i grevskapet Derbyshire och riksdelen England, i den södra delen av landet, 230 km nordväst om huvudstaden London. Peveril Castle ligger 257 meter över havet.
Terrängen runt Peveril Castle är kuperad norrut, men söderut är den platt. Runt Peveril Castle är det ganska tätbefolkat, med 86 invånare per kvadratkilometer. Trakten runt Peveril Castle består i huvudsak av gräsmarker.